# Apanteles basiflavus
Apanteles basiflavus är en stekelart som beskrevs av Papp 1974. Apanteles basiflavus ingår i släktet Apanteles och familjen bracksteklar. Inga underarter finns listade i Catalogue of Life.